# Quốc kỳ Malawi

Quốc kỳ Malawi (tiếng Anh: Flag of Malawi) hiện tại được sử dụng từ ngày 29 tháng 7 năm 2010, sau khi chính phủ do Đảng Tiến bộ Dân chủ cầm quyền đề nghị một lá quốc kỳ mới. Các đường sọc ngang được thay thế vị trí cho nhau để trùng với bố cục của Cờ Toàn Phi gốc, với vạch đỏ nằm ở phía trên, vạch đen ở giữa và vạch xanh lá ở cuối. Biểu tượng mặt trời mọc nằm ở vạch phía trên cũng được thay bằng toàn bộ hình mặt trời màu trắng, đặt ngay giữa lá cờ biểu tượng cho sự phát triển kinh tế của Malawi từ khi giành được độc lập. Mặt trận Dân chủ Thống nhất đối lập đã gửi phản đối việc thay đổi quốc kỳ lên tòa án. Quốc kỳ được Tổng thống Malawi, Bingu wa Mutharika, tán thành thay đổi vào ngày 29 tháng 7 năm 2010.

## 1964–2010
Lá quốc kỳ trước được sử dụng từ ngày 6 tháng 7 năm 1964. Mặt trời đang mọc tượng trưng cho bình minh hy vọng và tự do cho lục địa châu Phi (lúc lá cờ được vẽ, các quốc gia ở châu Phi chỉ mới bắt đầu giành được độc lập). Màu đen biểu tượng cho sắc dân của lục địa, màu đỏ tượng trưng cho máu đã đổ trong cuộc đấu tranh, và màu xanh lá biểu tượng cho tự nhiên. Lá quốc kỳ tương tự như cờ Toàn Phi được Marcus Garvey thuộc Universal Negro Improvement Association thiết kế, với dải đỏ và đen đổi chỗ cho nhau và mặt trời đỏ nằm phía trên. Nó cũng tương tự như quốc kỳ của nước Cộng hòa Biafra nay không còn nữa.

## Lịch sử

Cờ Nvasaland thuộc địa trước khi giành được độc lập
Quốc kỳ Malawi (1964–2010)
Quốc kỳ Malawi (2010–2012)